# بردلی رایت-فیلیپس
بردلی ادوارد رایت-فیلیپس (انگلیسی: Bradley Edward Wright-Phillips؛ زادهٔ ۱۲ مارس ۱۹۸۵) بازیکن فوتبال اهل انگلستان است.
او فوتبالش را با منچستر سیتی در لیگ برتر آغاز کرد، سپس بقیه دوران حضورش در انگلستان را با ساوت‌همپتون، پلیموث آرگیل، چارلتون اتلتیک و برنتفورد در دسته سوم گذراند.

## اوایل زندگی خانواده
رایت-فیلیپس پسر ایان رایت بازیکن سابق آرسنال و انگلستان است. برادر بزرگتر او شان رایت-فیلیپس به مدت دو فصل با او در نیویورک رد بولز هم‌تیمی بود.